# Riff

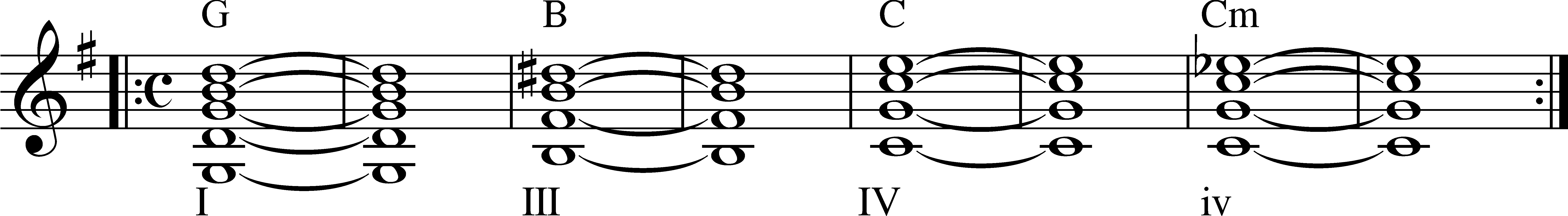
Chuỗi hợp âm riff.

Trong âm nhạc, riff (IPA: /rɪf/) là một đoạn nhạc hoặc một chùm hợp âm được lặp đi lặp lại trong một nhạc phẩm hoặc một cuộc trình diễn âm nhạc. Trong nhạc cổ điển, riff được gọi là loại hình ostinato với một chủ đề nhạc hay một giai điệu được lặp lại, mỗi lần thường được chơi bởi một hoặc các nhạc cụ khác nhau, tiết tấu có khi thay đổi tạo thành âm sắc nền hoặc phần đệm của nhạc phẩm đó. Chẳng hạn như bản nhạc Boléro của Ravel có khá nhiều riff.
Hiện nay, câu trúc riff rất thường thấy trong nhạc rock, nhạc Mỹ Latinh, funk và jazz.

## Đặc điểm
Tuy các nhà lý thuyết âm nhạc có những định nghĩa khác nhau về khái niệm này, nhưng cùng thống nhất đó là một "cấu trúc" âm nhạc lặp đi, lặp lại:
- David Brackett (1999) định nghĩa các riff là "các đoạn giai điệu ngắn".
- Richard Middleton (1999) lại định nghĩa là "các tiết tấu ngắn được lặp lại để tạo thành khung cấu trúc".
- Rikky Rooksby nói: "Riff là một câu nhạc ngắn, lặp đi lặp lại, dễ nhớ, thường được phát ra ở âm vực thấp trên guitar, tạo ra sôi động của một bài hát rock."